# Изотов, Юрий Антонович
Юрий Антонович Изотов (23 февраля 1939 — 14 мая 2002) — подполковник КГБ СССР, один из 30 сотрудников спецподразделения «Альфа» первого набора.

## Биография

### Ранние годы
Родился 23 февраля 1939 года в Москве в семье рабочих, проживавшей в Сокольниках. Единственный ребёнок в семье. Отец во время Великой Отечественной войны работал на оборонном заводе, мать помогала ему. Двухлетнего Юру мать отвезла к бабушке в Тамбовскую область, где тот жил до конца войны. Окончив школу в 1957 году, Юрий устроился на завод. Срочную службу проходил в ГДР с 1958 года, где, по словам современников, писал очень много бумаг и документов, находясь при штабе.
После демобилизации Изотов был рекомендован для службы в КГБ. Окончил Высшую школу КГБ СССР имени Ф. Э. Дзержинского и КУОС в Балашихе, службу нёс в Седьмом управлении. Занимался профессионально лыжами, имел звание кандидата в мастера спорта. Благодаря этому сумел попасть в первый состав образованной в 1974 году группы «А» при Седьмом управлении КГБ СССР: с 1974 года занимал должность старшего смены.

### Штурм дворца Амина
В декабре 1979 года принимал участие в штурме дворца Амина. Вечером 27 декабря в канун штурма присутствовал на заседании афганских политиков во главе с Бабраком Кармалем, будущим Генеральным секретарём ЦК НДПА. В охрану Кармаля он был включён ещё 14 декабря, когда обеспечивал его безопасность в Ташкенте на даче первого секретаря ЦК Компартии Узбекской ССР Шарафа Рашидова, а 23 декабря вылетел в Баграм. Во время непосредственного штурма вместе с Валентином Шергиным Изотов охранял Бабрака Кармаля и доктора Анахиту Ратебзад. После свержения Амина Изотов продолжал охранять нового афганского лидера и его окружение. Так, во время выездов в город Бабрака Кармаля прикрывала группа из 11 человек: Изотов находился в головном дозоре, расчищая путь кортежу, а уже за ним ехал бронированный «Мерседес» Кармаля (водитель Анатолий Гречишников).
Имел место случай, когда Юрий Изотов лично встречал Анахиту Ратебзад в аэропорту с букетом роз: по словам современников, Юрий был изначально «прикреплён» к Анахите, и та в аэропорту встретила Юрия объятиями, не скрывая своей симпатии к охраннику, что привело многих в недоумение. Из других необычных случаев Изотов упоминал ситуацию, когда на партийном собрании, проходившем в театре внезапно выключился свет, и охрана приготовилась к тому, что прогремит взрыв (накануне собрания охрана получила сообщения о возможности теракта). Также на одном из публичном выступлений Кармаля по случаю праздника революции на крыше находившегося рядом дома появились вооружённые люди: охрана вынуждена была окружить Кармаля, хотя позже выяснилось, что вооружёнными людьми были национальные гвардейцы, внезапно «проявившие инициативу». Изотов рассказывал, что Кармаль просил его заняться подготовкой гвардейцев, набранных из политических активистов, поскольку они были обучены очень плохо.

### Дальнейшая служба
Летом 1980 года Изотов участвовал в обеспечении безопасности Московской Олимпиады. С 1982 года занимал пост руководителя одного из отделений Службы охраны дипломатических представительств (ОДП) при Седьмом управлении КГБ СССР. Вышел в отставку в 1989 году в звании подполковника.
Скончался 14 мая 2002 года в Москве после продолжительной болезни. Похоронен на Николо-Архангельском кладбище.

## Награды
- орден Красной Звезды[1]
- медаль «Воину-интернационалисту от благодарного афганского народа»[1]
- нагрудный знак «За отличие в боевых операциях»[1]
- нагрудный знак «Центр специального назначения»[1]